# Кузнецов, Владимир Дмитриевич (физик, 1954)
Влади́мир Дми́триевич Кузнецо́в (23 сентября 1954, Куйбышев) — советский и российский физик. Директор Института земного магнетизма, ионосферы и распространения радиоволн им. Н. В. Пушкова РАН (г. Троицк, Московская обл.) с 2004 г. Выпускник МФТИ.
Действительный член Международной академии астронавтики (МАА) (International Academy of Astronautics) с 2006 г. Лауреат Премии Правительства в области науки и техники (2008 г.) Член Бюро Международного научного совета по солнечно-земной физике (СКОСТЕП, SCOSTEP — Scientific Committee on Solar-Terrestrial Physics). Председатель секции «Геомагнетизм и аэрономия» Национального Геофизического Комитета, член Бюро НГК. Заместитель руководителя секции «Солнечная система» Совета РАН по космосу и «Координационного научно-технического совета» (КНТС) Федерального космического агентства и РАН.
Член ряда Научных советов, комиссий и организаций: Междуведомственная экспертная комиссия по космосу; Совет РАН по космосу РАН; Бюро Научного совета РАН по астрономии; Бюро Совета РАН по физике солнечно-земных связей («Солнце — Земля»); Комиссия РАН по борьбе с лженаукой и фальсификацией научных исследований; Президиум Троицкого научного центра РАН; Научно-технический совет № 4 Роскосмоса; Международный астрономический союз; Европейское астрономическое общество; Рабочая группа по Солнцу Международной программы «Жизнь со звездой».
Автор более 150 научных статей и публикаций.